# Bright Lights (film 1928)
Bright Lights è un film del 1928 diretto da Walt Disney. È un cortometraggio animato, il 15° con protagonista Oswald il coniglio fortunato. Fu distribuito dalla Universal Pictures il 19 marzo 1928.

## Trama
Oswald vorrebbe vedere lo show di mademoiselle Zulu, la regina dello shimmy, ma è al verde. Vedendo che i clienti più signorili vengono ammessi senza biglietto, cerca di ingannare il buttafuori gonfiando il petto e camminando a grandi passi. Non funziona, ed è costretto a cercare di entrare nascondendosi sotto l'ombra di un cliente, ma viene scoperto e continua ad essere inseguito dal buttafuori per tutto il teatro.

## Edizioni home video

### DVD
Il cortometraggio è incluso nel DVD Walt Disney Treasures: Le avventure di Oswald il coniglio fortunato. Per l'occasione al film è stata assegnata una nuova colonna sonora scritta da Robert Israel. Inoltre è possibile guardare il cortometraggio con il commento audio di Leonard Maltin e Jerry Beck.